# Colin Jordan
John Colin Campbell Jordan (19 de junio de 1923 - 9 de abril de 2009) fue historiador de la Universidad de Cambridge y figura destacada en el neo-nazismo de posguerra en Gran Bretaña. En los círculos de extrema derecha de la década de 1960, Jordan representó la inclinación más explícitamente "nazi" en su uso abierto de los estilos y símbolos del Tercer Reich. A través de su dirección de organizaciones como el Movimiento Nacional Socialista y la Unión Mundial de Nacionalsocialistas, Jordan defendió un "Universalismo Nacionalsocialista Pan-Ario". Aunque luego no se afilió con ningún partido político, Jordan siguió siendo una voz influyente en la extrema derecha británica.
El hijo de un profesor, Percy Jordan y un profesora, Bertha Jordan, Jordan se educó en la Warwick School desde 1934-1942. Durante la Segunda Guerra Mundial, intentó alistarse en la Fleet Air Arm (Marina Real británica) y en  la RAF, pero después de fallar en las pruebas de membresía en ambos, se alistó en el Cuerpo Educativo del Ejército Real. Desmovilizado en 1946, continuó sus estudios en Sidney Sussex College, Cambridge, donde se graduó en 1949 con honores de segunda clase en Historia (BA (Hist. Hons)). Durante el mismo año, se convirtió en profesor en la Escuela Secundaria de Niños Modernos de Stoke, Coventry, donde enseñó matemáticas. En 1953 se graduó con una maestría en historia. Se unió a la Liga de los Leales del Imperio y se convirtió en su organizador de Midlands.
En la Universidad de Cambridge, Jordan formó un Club Nacionalista, del cual fue invitado a unirse al Partido Popular Británico de corta duración, un grupo de exmiembros de la Unión Británica de Fascistas liderados por Lord Tavistock, heredero del duque de Bedford. Después de la Segunda Guerra Mundial, Jordan se unió a la Liga británica de exmilitares y mujeres, un grupo profascista dirigido por el secretario de Sir Oswald Mosley, Jeffrey Hamm pero Jordan pronto se asoció con Arnold Leese y se quedó con una casa en la voluntad de Leese, que se convirtió en Notting Hill base de operaciones cuando Jordan lanzó la Liga de Defensa Blanca en 1956, Más tarde, Jordan fusionaría este partido con el Partido Laborista Nacional para formar el Partido Nacional Británico en 1960, aunque se separaría de este partido después de una pelea con John Bean, quien se oponía a la defensa de Jordan del nacionalsocialismo.

## Actividad política

Bandera oficial del Movimiento Británico

Jordan fundó el Movimiento Nacional Socialista en 1962 (este grupo más tarde pasó a llamarse Movimiento Británico en 1968) con John Tyndall como su líder. Una reunión en Trafalgar Square el 2 de julio de 1962 de simpatizantes fue interrumpida por los opositores a quienes Jordan describió como "judíos y comunistas", que llevaron a un disturbio público. Fue despedido por la junta de gobernadores de la escuela de Coventry, donde enseñó a partir agosto de 1962, después de un período de suspensión que había comenzado después de los eventos en Trafalgar Square.
En agosto de 1962, organizó una conferencia internacional de nacionalsocialistas en Guiting Power en Gloucestershire. Esto dio lugar a la formación de la Unión Mundial de Nacionalsocialistas, y Jordan fue el comandante de su sección europea a lo largo de la década de 1960, y también fue elegido "Führer Mundial" con George Lincoln Rockwell, fundador del Partido Nazi de los Estados Unidos como su suplente. El 16 de agosto, Jordan y Tyndall, junto con Martin Webster, Denis Pirie y Roland Kerr-Ritchie, fueron acusados en virtud de la Ley de Orden Pública de 1936 de intentar establecer una fuerza paramilitar llamada la Punta de lanza, que se inspiró en las SA de Alemania nazi. La policía encubierta observó a Jordan liderando al grupo en maniobras militares. Fue condenado a nueve meses de prisión en octubre de 1962.
Durante la elección parcial de Leyton en 1965, Jordan dirigió a un grupo de aproximadamente 100 manifestantes fascistas en una reunión pública del Partido Laborista, y luego de subir al escenario para reprender a la audiencia, fue golpeado por Denis Healey, el entonces Secretario de Estado para Defensa. Los fracasos se produjeron porque la extrema derecha utilizaba las elecciones parciales para incitar al odio racial a fin de derrotar al candidato laborista (y al secretario de Relaciones Exteriores) Patrick Gordon-Walker. Anteriormente había sido derrotado en las elecciones generales de 1964 en el distrito electoral de Smethwick después de que Colin Jordan y sus seguidores emplearan tácticas racistas. Específicamente, Jordan afirmó que su grupo produjo el muy publicitado lema "Si desea un negro para un vecino, vote Liberal o Laborista" y lanzó la campaña para distribuir los carteles y calcomanías en los que se escribió el lema; en el pasado, el grupo de Jordan también había escrito y distribuido otros eslóganes de campaña, tales como: "No votar, ¡un voto para Tory, Laboral o Liberal es un voto para más negros!". El ganador fue el candidato conservador fue Peter Griffiths, quien hizo poco para condenar la campaña. El 25 de enero de 1967, Jordan fue condenado a dieciocho meses de prisión en Devon Assizes en Exeter por violar la Ley de relaciones raciales de 1965 por material circulante que probablemente causaría odio racial. Al mismo tiempo, Jordan fue procesado y condenado en virtud de la Ley de Orden Público de 1936 por distribuir un folleto titulado "La invasión de color", "un ataque de vitupresión contra personas negras y asiáticas".
En septiembre de 1972, Jordan fue multado por comportamiento desordenado en el aeropuerto de Heathrow, luego de protestar contra la llegada de asiáticos ugandeses a Gran Bretaña, se dirigió al personal del aeropuerto a través de un altavoz, instándolos a huelga en protesta por la inmigración masiva de Uganda.
Jordan reorganizó el Movimiento Nacional Socialista como Movimiento Británico en 1968, pero en 1974 se vio obligado a abandonar su liderazgo a favor de Michael McLaughlin.

## Obras
- Gothic Ripples Newsletter
- Fraudulent Conversion: The Myth of Moscow’s Change (1955)
- The Coloured Invasion (1967)
- Merrie England— 2,000 (1993)
- National Socialism: Vanguard of the Future, Selected Writings of Colin Jordan (1993, ISBN 87-87063-40-9)
- The Uprising 2004

## En la Cultura Popular
- Ridley Road Miniserie de 4 episodios estrenada el 3 de octubre de 2021 en BBC One interpretado por el actor Rory Kinnear